# سع‌نخت
سَع‌نَخت یا سَع‌نِخت که در فهرست‌های پادشاهی پس از خود با نام نِبکا نمایش داده شده، به گمانی نخستین یا دومین فرعون دودمان سوم مصر باستان بوده است. نام سَع‌نَخت به معنای «محافظت قوی» است.

## دوران
جایگاه تاریخی سع‌نخت میان دیگر فرعون‌های هم‌دوره خود نامشخص است. از نگره‌های مطرح دربارهٔ او این است که سع‌نخت با شهبانو نیماعت‌حپ ازدواج کرده است که خود دختر فرعون خع‌سخم‌وی بوده. سَع‌نَخت و نیماعت‌حپ از این رو پدر و مادر جوسر بوده‌اند. دیدگاه دیگر اما این است که سَع‌نَخت، نبکا پسر شهبانو نیماعت‌حپ بنیان‌گذار دودمان سوم بوده است. امروزه بیشتر سَع‌نَخت را به عنوان شاهی در دودمان سوم پس از جوسر در نظر می‌گیرند.